# Jay Threatt
Jay L. Threatt (Richmond, 8 agosto 1989) è un cestista statunitense.

## Palmarès
- Leaders Cup Pro B: 1

Denain: 2017-18